# ファンボーイズ
『ファンボーイズ』（原題: Fanboys）は、2008年製作のアメリカ映画。

## 概要
本作はアーネスト・クラインが1998年に『スター・ウォーズ エピソード1/ファントム・メナス』の制作発表がきっかけで創作された脚本がネット上でアップされた事が制作のきっかけとなった。あくまでクラインは同人誌として書いたものだったが、俳優のケヴィン・スペイシーの目にとまり、彼のプロデュースの下映画化へと至った。各所にスター・ウォーズのパロディが散りばめられており、レイア・オーガナ役のキャリー・フィッシャー、ダース・モール役のレイ・パーク、ランド・カルリジアン役のビリー・ディー・ウィリアムズがセルフパロディを行った他、『スタートレック』のジェームズ・T・カーク役のウィリアム・シャトナーも本人役で出演する。本作がきっかけとなりアーネスト・クラインはプロの作家へと転身する事へとなった。
なお、ネタとして用いられるメインは当然スター・ウォーズだが、その他『スタートレック』等多くのアメリカの映像作品が登場し、中には日本のテレビゲームの名前まで登場する。
当初はアメリカのみで公開されていたが徐々に拡大され、カナダ等世界9カ国で公開されており、日本でも劇場公開を求める署名活動が行われていた。

## 日本での公開
劇場での公開は日本では行われない予定であったが、署名運動などもあって2010年4月24日より上映された。また、第2回沖縄国際映画祭でプレミアも行われた
2010年5月12日よりTSUTAYAでDVD独占レンタル開始、セルDVD発売開始。
NHK-BShiにて『スター・ウォーズ』全作放送の連動企画で2010年7月19日に放送された。

## ストーリー
『スター・ウォーズ エピソード1/ファントム・メナス』の公開を半年後に控えた1998年秋、スター・ウォーズファンのライナスは末期ガンにより余命3ヶ月が宣告されていた。仲間達は、スター・ウォーズを制作しているスカイウォーカーランチに侵入し、封切り前の『エピソード1』を彼が死ぬ前に見せようと、カリフォルニア州マリンカウンティを目指して旅に出る。はたして彼らは、侵入した数多のファンを発見し丁寧に排除してきた厳重なセキュリティをかいくぐって、『エピソード1』をライナスに見せることができるのか!

## キャスト
※括弧内は日本語吹き替え
- エリック - サム・ハンティントン（杉山大）
- ライナス - クリス・マークエット（中川慶一）
- ハッチ - ダン・フォグラー（小松史法）
- ウィンドウズ - ジェイ・バルチェル（大原崇）
- ゾーイ - クリスティン・ベル（高口幸子）
- シーショルツ／ローチ - セス・ローゲン（遠藤純一）
- チャズ - デヴィッド・デンマン
- ビッグ・チャック - クリストファー・マクドナルド（間宮康弘）
- ハリー・ノウルズ - イーサン・サプリー
- チーフ - ダニー・トレホ
- アンバー - ジェイミー・キング
- クリスタル - ペル・ジェームズ
- 男娼の斡旋役 - ケヴィン・スミス
- スカイウォーカーランチの警備主任 - ダニー・マクブライド
- ファン1 - ルー・テイラー・プッチ
- ファン2 - ノア・セガン

カメオ出演
- ラインホルド判事 - ビリー・ディー・ウィリアムズ（ランド・カルリジアン役）（斉藤次郎）
- 総合病院の女医 - キャリー・フィッシャー（レイア・オーガナ役） （瑚海みどり）
- スカイウォーカーランチの警備員 - レイ・パーク（ダース・モール役）（咲野俊介）
- 本人役 - ウィリアム・シャトナー（ジェームズ・T・カーク役）（間宮康弘）

## 類似の出来事
2015年7月に余命2ヶ月が宣告されたスター・ウォーズファンの男性が死ぬ前に『スター・ウォーズ/フォースの覚醒』を見たいとFacebookに投稿したところ、同作の監督J・J・エイブラムスやルーク・スカイウォーカー役のマーク・ハミルらの協力により封切り1ヶ月前の2015年11月5日に彼のみに公開され、その数日後に男性が死去するという出来事があった。